# Klavary
Klavary je samota patřící pod obec Nová Ves I v okrese Kolín, pozůstatek zaniklé vsi. Leží asi 5 km od Kolína. Na samotě se nachází mlýn z 12. století, blízké stejnojmenné zdymadlo ale leží již v sousedním katastrálním území Hradišťko I obce Veltruby. Osadu tvoří 5 objektů s číslem popisným.

## Podrobnosti

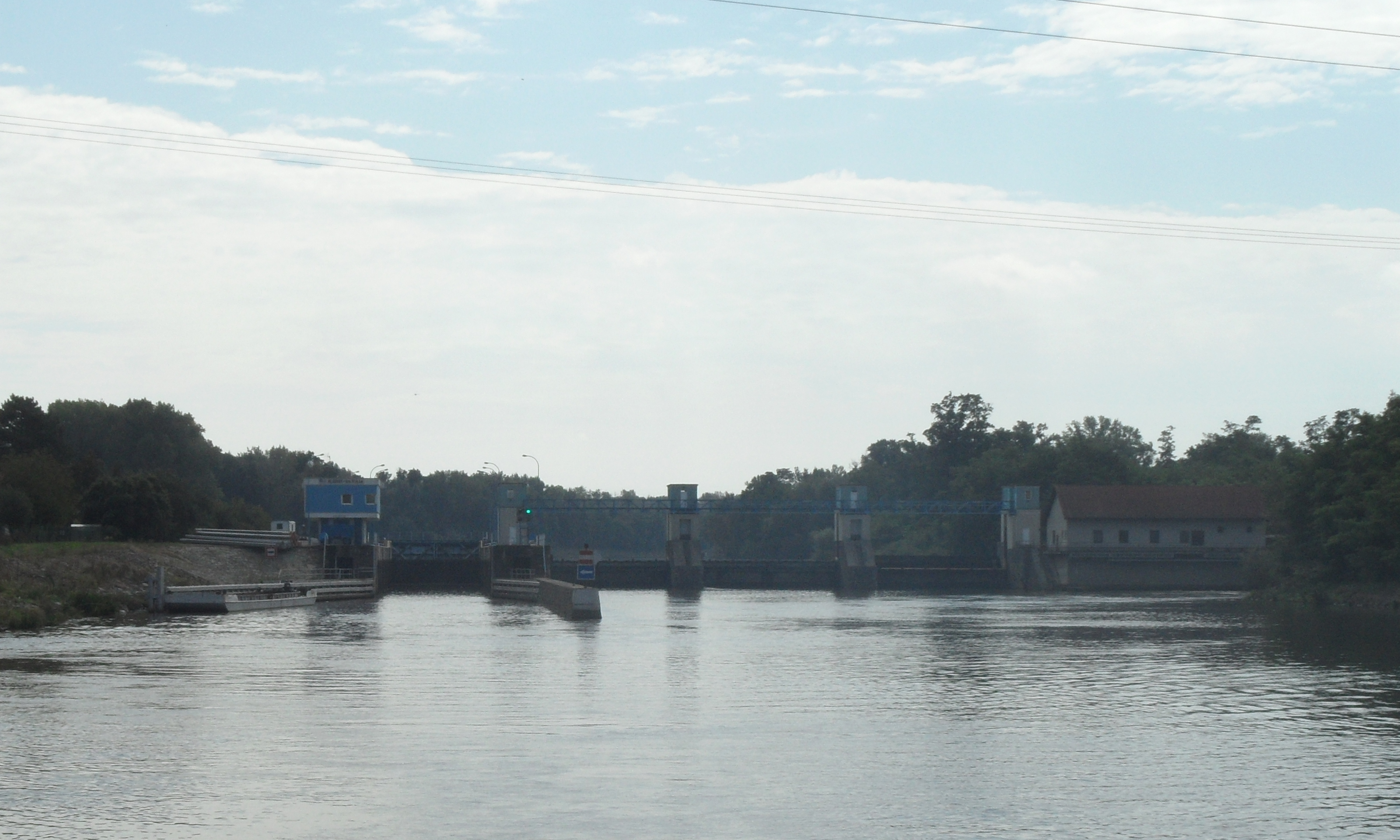
Zdymadlo Klavary, vlevo plavební komora, vpravo objekt elektrárny na „klavarském“ břehu

První zmínka o vsi Klavary pochází z roku 1289 jako majetek Hynka z Dubé, a to v souvislosti s výstavbou mlýna. Existují spekulace, že ves s mlýnem vznikla dokonce v 10. století. V 17. století mlýn vyhořel. 1690 ho získal hrabě Vratislav ze Šternberka. Po roce 1848 zde hospodařil vlastenec Jan Slánský. V současné době se v areálu mlýna nachází pila. Přes osadu prochází naučná Stezka český animátorů a turistická trasa.